# The Ice Storm
The Ice Storm (Brasil: Tempestade de Gelo / Portugal: A Tempestade de Gelo) é um filme de drama estadunidense de 1997 , dirigido por Ang Lee, baseado no romance de Rick Moody, de 1994, com o mesmo nome.
O filme apresenta Kevin Kline, Joan Allen, Tobey Maguire, Christina Ricci, Elijah Wood, Katie Holmes, Glenn Fitzgerald, Jamey Sheridan, e Sigourney Weaver. Situada durante o Dia de Ação de Graças de 1973, The Ice Storm é sobre duas famílias disfuncionais de New Canaan, Connecticut, que estão tentando lidar com mudanças sociais tumultuadas do início dos anos 1970 e seu escapismo por álcool, adultério e experimentação sexual.
O filme estreou nos Estados Unidos em 26 de setembro de 1997. Seu lançamento limitado arrecadou US$8 milhões em um orçamento de US$18 milhões. Um conjunto especial de DVDs com dois discos foi lançado como parte da The Criterion Collection em 18 de março de 2008.

## Sinopse
Situado no fim de semana de Ação de Graças de 1973, o filme centra-se em torno de duas famílias: os Hoods (Ben e Elena e seus filhos, Paul e Wendy) e seus vizinhos, os Carvers (Jim e Janey e seus filhos, Mikey e Sandy).
Ben, insatisfeito com seu casamento e com a futilidade de sua carreira, está tendo um caso com Janey. Elena está entediada com sua vida e procura expandir seu pensamento, mas não tem certeza de como fazê-lo. Wendy gosta de jogos sexuais com os colegas da escola, bem como com os meninos Carver. Paul se apaixonou por uma colega de classe, Libbets, no colégio interno que freqüenta, embora seu colega de quarto Francis também esteja interessado nela.
Na noite de sexta-feira após o Dia de Ação de Graças, Ben e Elena discutem quando ela descobre o caso dele com Janey, mas seguem em frente com seus planos de participar de uma festa no bairro, que acaba sendo uma "festa das chaves", onde os casais trocam parceiros sexuais com esposas selecionando as chaves dos seus carros de outros maridos em uma tigela; Jim e Janey também estão lá. À medida que a festa avança, Ben fica bêbado. Quando Janey escolhe as chaves de um jovem bonito, Ben tenta protestar, mas tropeça e bate a cabeça na mesa de café, levando Jim a perceber que sua esposa e Ben estão tendo um caso. Ben, embaraçado, se retira para o banheiro, onde fica o resto da noite. os participantes são emparelhados e saem juntos, restando apenas em Jim e Elena. Ela recupera as chaves de Jim da tigela e as devolve. Depois de debater o assunto, Jim e Elena saem juntos, participando de um encontro sexual rápido e desajeitado no banco da frente do carro de Jim. Jim, lamentando a conversa que ele e Elena acabaram de ter, se oferece para levá-la para casa.
Wendy decide ir até os Carvers para ver Mikey, mas ele decidiu sair para a tempestade de gelo, então ela e Sandy vão para a cama juntos e tiram a roupa. Eles bebem de uma garrafa de vodka e Wendy tenta seduzi-lo, mas os dois dormem.
Paul é convidado para o apartamento de Libbets em Manhattan, embora ao chegar, fica decepcionado ao saber que Francis também foi convidado. Os três bebem cerveja e ouvem música; Francis e Libbets também tomam remédios prescritos encontrados no armário de remédios da mãe de Libbets, fazendo com que eles desmaiem. Paul decide partir, pegando o trem para New Canaan e se atrasando quando os trilhos terminam por ficarem congelados.
Enquanto isso, Mikey, caminhando na tempestade, fica encantado com a beleza das árvores e dos campos cobertos de gelo. Ele desce uma colina gelada e senta-se em um corrimão para descansar. Um momento depois, uma linha de energia, quebrada por uma árvore caída, se conecta ao corrimão e ele é eletrocutado.
Jim e Elena ficam presos, devido a uma árvore caída, e retornam à casa dos Carvers quando o amanhecer está começando. Elena entra na filha na cama com Sandy e diz para ela se vestir. Janey volta para casa e se aconchega na cama na posição fetal sem se preocupar em tirar as roupas de festa.
Ben já está sóbrio a essa altura e começa a voltar para casa. Ele descobre o corpo de Mikey na beira da estrada e o leva de volta para a casa dos Carvers. As duas famílias são unidas pela morte de Mikey e Wendy abraça Sandy chocada e entorpecida, na tentativa de confortá-lo. Jim fica arrasado enquanto Janey permanece adormecido e alheio aos eventos recentes. Ben, Elena e Wendy dirigem para a estação de trem para pegar Paul, cujo trem foi atrasado pelo gelo e pela falta de energia causada pelo fio caído. Uma vez que todos os quatro estão juntos no carro, Ben quebra, soluçando incontrolavelmente ao volante enquanto Elena o conforta enquanto Paul assiste sem emoções.

## Elenco
- Kevin Kline como Ben Hood
- Joan Allen como Elena Hood
- Christina Ricci como Wendy Hood
- Tobey Maguire como Paul Hood
- Jamey Sheridan como Jim Carver
- Sigourney Weaver como Janey Carver
- Elijah Wood como Mikey Carver
- Adam Hann-Byrd como Sandy Carver
- Henry Czerny como George Clair
- David Krumholtz como Francis Davenport
- Kate Burton como Dorothy Franklin
- Katie Holmes como Libbets Casey
- Glenn Fitzgerald como Neil Conrad
- Allison Janney como Dot Halford
- Larry Pine como Dave Gorman

## Produção
The Ice Storm foi trazida à atenção do produtor James Schamus por sua esposa, a escritora Nancy Kricorian, que conhecia Rick Moody do programa de MFA da Columbia University. Schamus disse: "É um livro surpreendentemente cinematográfico... Mas, por causa de suas qualidades verdadeiramente literárias, as pessoas podem ter perdido suas extraordinárias possibilidades cinematográficas". O filósofo Slavoj Žižek afirmou que Schamus também foi inspirado por um dos livros de Žižek no momento em que escrevia o roteiro: "Quando James Schamus estava escrevendo o cenário, ele me disse que estava lendo um livro meu e que meu livro teórico era inspiração".
Schamus levou o livro ao cineasta Ang Lee, que foi o primeiro e único candidato a transformá-lo em filme, e com quem Schamus e seu parceiro Ted Hope já haviam feito quatro filmes, incluindo The Wedding Banquet em 1993. Apesar do apelo óbvio de comédia de erros familiares de Moody, Lee afirmou que o que o atraiu para o livro foi seu clímax: a cena em que Ben Hood faz uma descoberta chocante no gelo, seguida pela reunião emocional da família Hood na manhã seguinte à tempestade. "O livro me comoveu nesses dois pontos", diz Lee. "Eu sabia que havia um filme lá".
Para se preparar para o filme, Lee deixou os membros do elenco estudarem pilhas de recortes de revistas desde o início dos anos 70. Moody ficou muito satisfeito com a versão final - e supostamente "chorou" durante os créditos finais. Ele também expressou sua felicidade pelo fato de o sucesso do filme ter atraído mais atenção ao seu romance, levando a mais vendas de livros.

## Recepção
Os críticos de cinema Gene Siskel e Roger Ebert deram elogios ao filme, com Gene Siskel o chamando de melhor filme do ano, e Roger Ebert o chamando de melhor filme de Ang Lee até agora. Rotten Tomatoes dá ao filme uma classificação de 85% com base em 66 análises, com uma classificação média de 7,72/10. O consenso do site diz: "O diretor Ang Lee revisita a decadência carregada de tédio da América suburbana da década de 1970 com humor hábil e pathos emocionantes". Andrew Johnston, escrevendo em Time Out New York, declarou: "A década de 1970 tem sido considerada um embaraço pateta para o nosso país, possivelmente porque os detalhes reais da década são muito dolorosos para lembrarmos, não importando quantos anos tivéssemos ou era na época. O filme de Ang Lee do romance de Rick Moody aborda o kitsch para explorar o emocional buraco negro no coração do período, o resultado sendo um drama totalmente devastador e verdadeiramente adulto de primeira ordem".
O filme foi inscrito no Festival de Cannes de 1997 , onde James Schamus ganhou o prêmio de Melhor Roteiro.
O lançamento limitado do filme e arrecadou US$7,8 milhões, contra um orçamento de produção de US$18 milhões.
Por sua performance, Sigourney Weaver recebeu o prêmio BAFTA de melhor atriz coadjuvante e também foi indicada ao Globo de Ouro de melhor atriz coadjuvante.

## Trilha sonora
A maior parte da música profissional apresentada no filme foi produzida independentemente, do tipo década de 1970, pois os valores orçamentários eram baixos. Lee e Schamus queriam ter uma "trilha sonora real", não um "filme nostálgico com música de rádio de um tempo anterior". A trilha sonora foi lançada nos Estados Unidos em 21 de outubro de 1997.

### Lista de faixas
1. "Shoplift" – Mychael Danna
2. "Finale" – Mychael Danna
3. "I Can't Read" – David Bowie
4. "Light Up or Leave Me Alone" – Traffic
5. "Dirty Love" – Frank Zappa
6. "I Got a Name" – Jim Croce
7. "Montego Bay" – Bobby Bloom
8. "O Grande Amor" – Antonio Carlos Jobim
9. "Too Late to Turn Back Now" – Cornelius Brothers & Sister Rose
10. "Help Me Make It Through the Night" – Sammi Smith
11. "Coconut" – Harry Nilsson
12. "Mr. Big" – Free

O single de sucesso de 1973 de Maureen McGovern, "The Morning After", também aparece no filme como uma peça de música instrumental, brevemente ouvida, executada pela orquestra escolar de Wendy.

## Mídia doméstica
Após a exibição nos cinemas de The Ice Storm, o filme foi disponibilizado em vídeo caseiro pela 20th Century Fox Home Entertainment em 13 de outubro de 1998. Um VHS reemitido foi lançado em 5 de setembro de 2000. O filme estreou em DVD em março 13 de 2001, antes da empresa de distribuição americana Criterion adquirir os direitos de lançar uma edição em DVD em 2 discos em 18 de março de 2008. A Criterion lançou esta versão em formato Blu-ray em 23 de julho de 2013.